# Campile, Haute-Corse
Campile là một xã ở tỉnh Haute-Corsetrên đảo Corse, Pháp. Xã này có diện tích 9,8 km², dân số năm 1999 là 199 người. Khu vực này có độ cao 543 mét trên mực nước biển. Xã này có chung tổng Alto-di-Casaconi với Monte, Volpajola, Olmo, Prunelli-di-Casacconi, Ortiporio, Campitello, Canavaggia, Lento, Bigorno, Scolca, Crocicchia và Penta-Acquatella.